# 黃元山
黃元山（英語：Stephen Wong Yuen-shan，1974年12月22日—），現任特首政策組組長，曾任團結香港基金高級副總裁兼公共政策研究院院長、香港立法會議員（選舉委員會）。他亦曾於雷曼兄弟（Lehman Brothers）、瑞士銀行（UBS）和蘇格蘭皇家銀行（RBS）任職。2021年12月當選香港第七屆立法會選舉委員會界別議員，至2022年12月辭去議員職務加入香港特別行政區第六屆政府班子。

## 背景
黃元山早年就讀九龍何文田邨的陳瑞祺（喇沙）小學、英華書院（中一）以及聖保羅男女中學（中二至預科），其後獲得君域扶輪社獎學金，升讀芝加哥大學經濟學系。之後一直再進修，並完成了耶魯大學國際關係所東亞研究碩士、中文大學崇基學院神學院基督教研究碩士與神學文憑以及香港大學公共行政學博士。他小時候曾參與香港電台兒童劇《陽光下的孩子》的演出，飾演「冬菇」一角。黃元山於1997至2004年間於雷曼兄弟紐約總部及倫敦分行任職，離職前晉升至副總裁，又有份參與設計雷曼兄弟的第一代抵押債務證券產品；2004至2005年於瑞士銀行（UBS）倫敦任執行董事。然後於2005年轉至蘇格蘭皇家銀行（RBS）工作，擔任亞洲區董事總經理暨債券部管理委員會委員，負責主管亞太區結構信貸衍生部門。
由2008年起，黃元山轉為獨立財經分析員，而且，他曾為多間上市公司如海通國際證券集擔任公司負責人顧問、曾任香港中文大學全球政治經濟社會科學碩士課程的客席講師和香港大學專業進修學院中國商學院的客席副教授。此前曾擔任香港電台節目《原來錢作怪》主持、有線財經資訊台節目《Money Café》嘉賓以及now財經台節目《環球金融快線》的客席主持。又曾為新城財經台與蔡展輝主持電台節目《財智學人》。及至2015年5月，他加入團結香港基金出任高級顧問，同年11月1日起由該會委任為副總幹事兼公共政策部主管，組織公共政策研究團隊。期間，團結香港基金在《全球智庫報告2020》中獲評為「全球最佳智庫（美國及美國以外）」排名第112位、「全球最值得關注智庫」第8名。
2021年，黃元山曾經批評香港政府內存在官僚主義。他同年報名參選2021年香港立法會選舉，最終當選立法會選舉委員會界別議員，任內關注公營房屋供應進度和香港金融業的競爭力。2022年特首選舉期間，黃元山擔任當時的候選人李家超的競選辦副主任，負責撰寫和統籌李家超的政綱。2022年12月，他辭任立法會議員，隨後獲委任為首任特首政策組組長，工作包括吸納不同界別，包括特首政策組專家組的意見，每周向特首直接提交及匯報供內部參考的研究報告，協助特首統籌和撰寫年度的《施政報告》，及管理公共政策研究資助計劃等。特首李家超形容黃元山的工作艱辛，但做出很好的成績。

## 個人生活

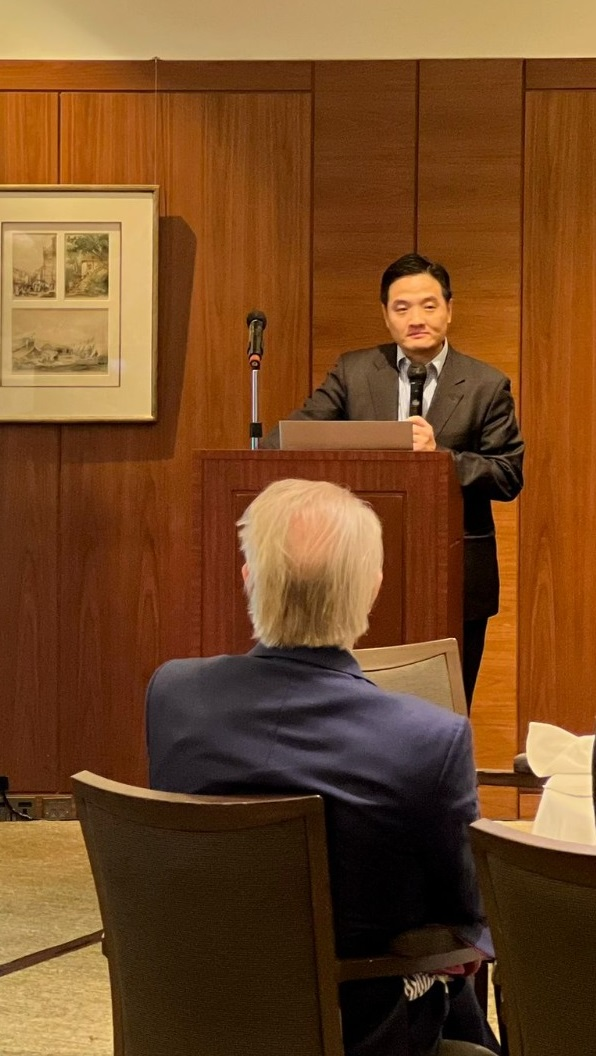
黃元山簡介特首政策組工作。

黃元山已婚，婚後育有二名兒子。

## 參與公職
黃元山曾參與的香港特別行政區政府以及其他社會的公職包括：
- 金融發展局董事局成員[30]
- 城市規劃委員會成員
- 香港綠色金融協會副主席
- 香港再出發大聯盟共同發起人
- 全國港澳研究會理事
- 香港專業及資深行政人員協會理事
- 香港社會效益分析師學會副主席
- 公益金預算及分配委員會副主席
- 公益金投資委員會委員
- 香港社會服務聯會執行委員會委員、政策研究及倡議常設委員會成員、社企及創新顧問
- 市區重建局董事會成員[31]
- 香港社會創投基金董事
- 可持續發展委員會小組增選成員[32]
- 禁毒基金投資小組委員會委員
- 道風山基金董事和投資委員會主席
- 青協青年創研庫顧問導師
- 機管局海洋生態提升基金和漁業提升基金督導委員會
- 伯特利神學院柏祺城市轉化中心執行委員會委員
- 環保組織「CLEAN AIR NETWORK」（健康空氣行動）董事局主席
- 扶貧委員會社會創新及創業發展基金專責小組增補委員

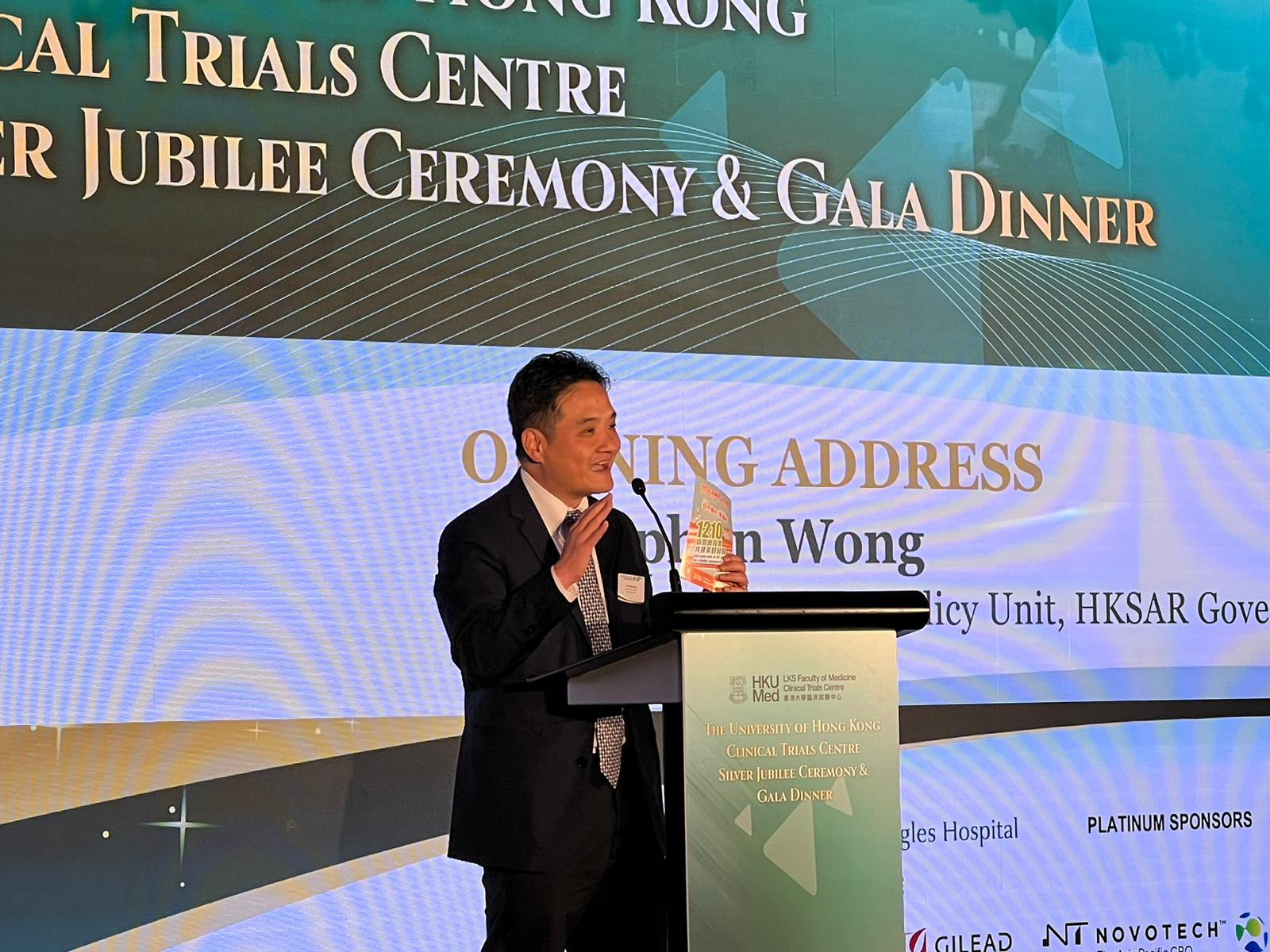
黃元山出席香港大學活動。

## 節目主持

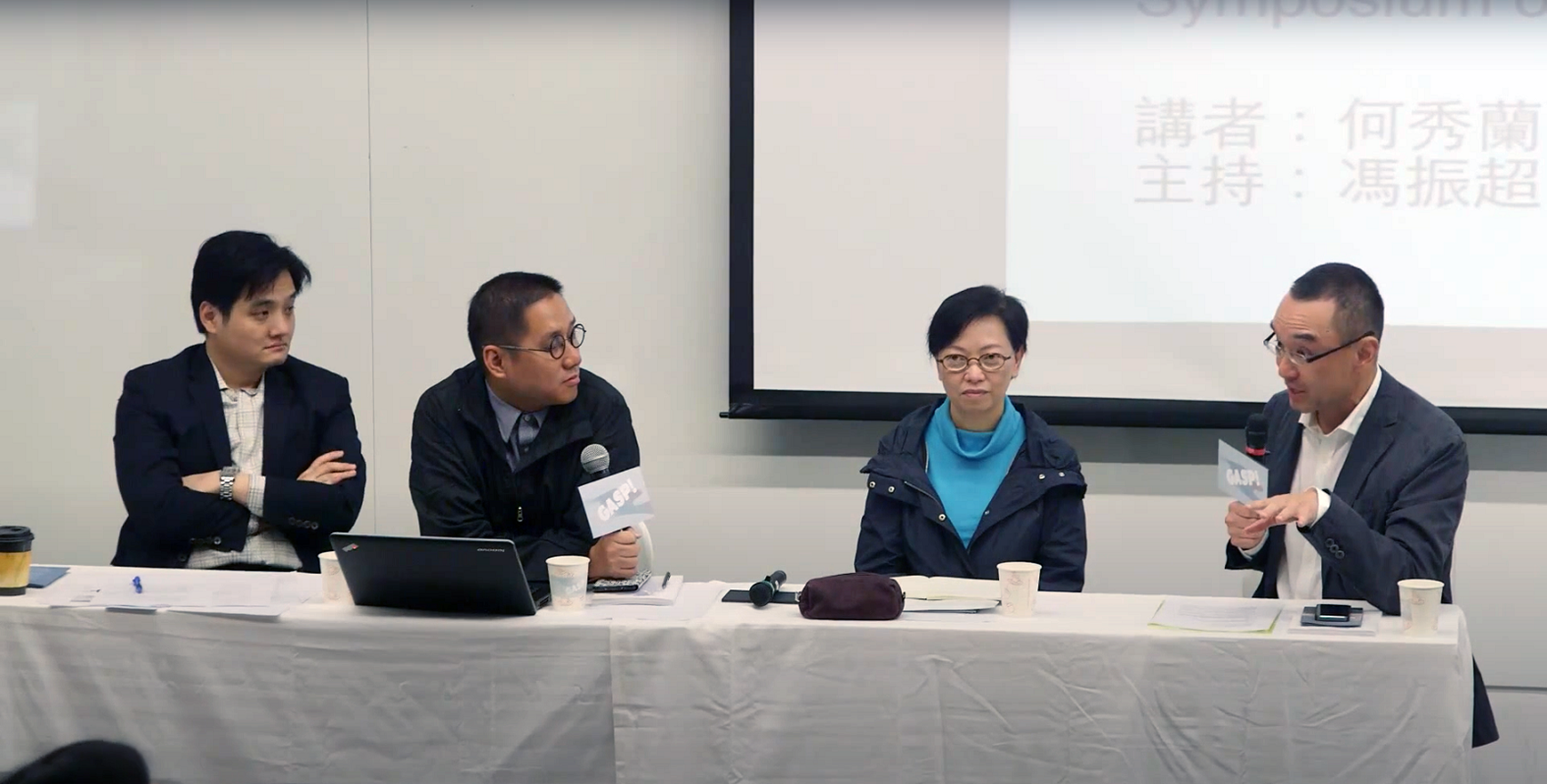
黃元山出席關於空氣污染的座談會活動

- 2010-2013及2015年：原來錢作怪（香港電台）
- 2011年：財智學人（新城財經台）
- 2016年：Money Café （有線財經資訊台）
- 2022年：環球金融快線 （now財經台）

## 節目嘉賓
- 2015年：下一站諾富（亞洲電視）
- 2016年：講清講楚（無綫電視）

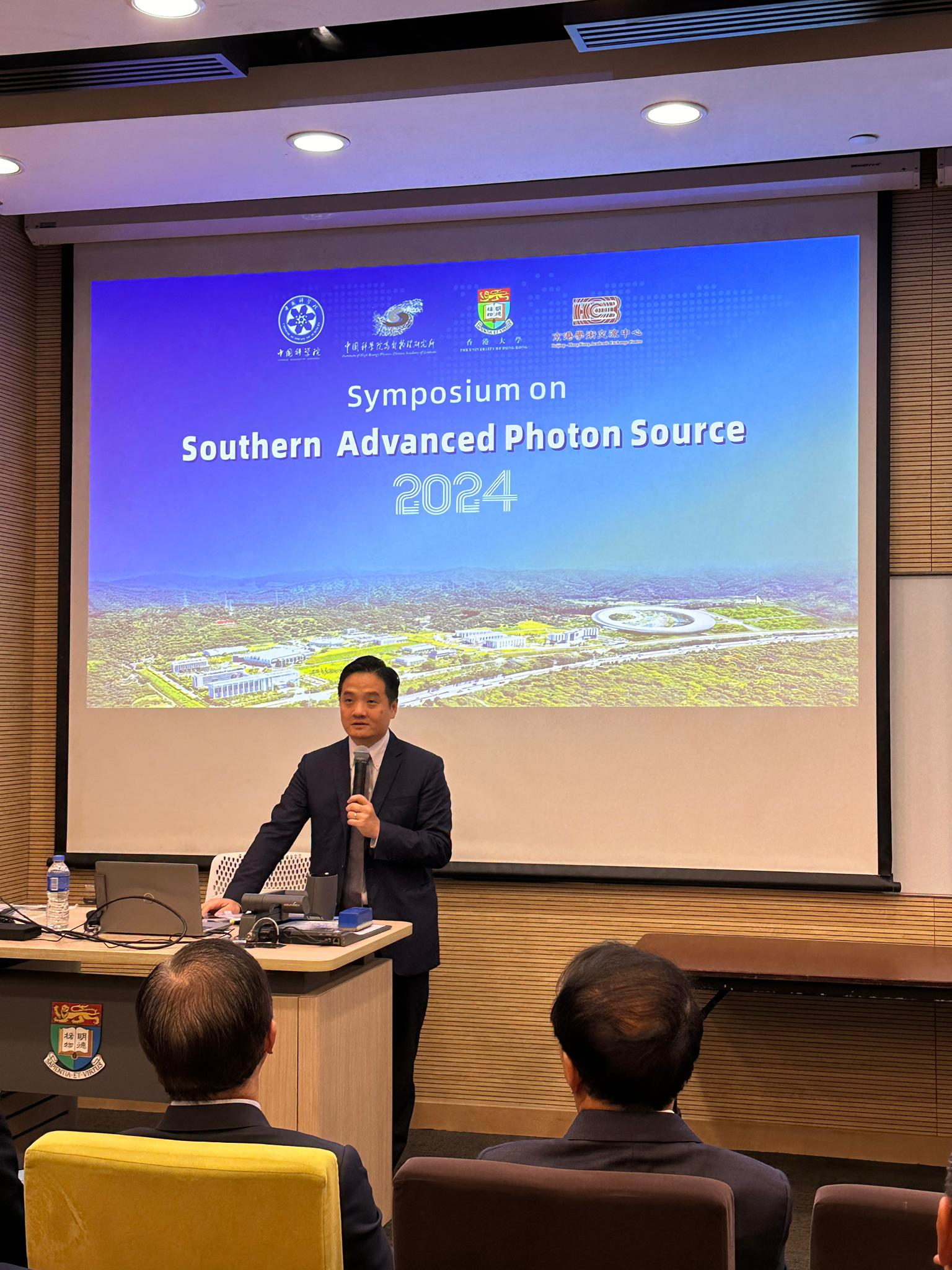
黃元山出席南方先進光源港澳地區研討會。

- 2016年：英國脫歐（無綫電視，特備節目）
- 2017年8月26日：新聞透視（無綫電視）
- 2018年1月12日：打破住屋與貧窮的惡性循環 （页面存档备份，存于）（政策.正察）
- 2021年：聲東擊西（HOY TV） （页面存档备份，存于）
- 2021年：專訪 從研究到參政 黃元山：智庫須落地變行動者 感謝董生教誨（香港01） （页面存档备份，存于）
- 2022年：立法群英再出發（港台電視31）
- 2022年：Straight Talk 清心直說 （無綫電視）
- 2022年：人生學堂 （页面存档备份，存于） （香港電台）
- 2024年：Your Home Address（香港電台）

## 著作
黃元山出版過多本書籍，當中包括：
- 合編《經濟、金融與基督教視角》，上海社會科學院出版社，2015
- 合編《金錢、財務與信仰》，宣道出版社，2015
- 《FQ思維 – 投資其實很簡單》，天窗出版社，2015
- 《FQ思維(2) – 穩健投資很簡單》，天窗出版社，2017
- 《金融黑洞 – 漩渦下的世界經濟與投資新格局》，人民大學出版社，2013
- 《金融黑洞 – 轉向全球經濟變局新機遇》，天窗出版社，2012
- 《金手銬的救贖》，人民大學出版社，2009
- 《槓桿漩渦 – 一個i-banker的自白》，天窗出版社，2009
- ＜把社會價值帶回經濟發展＞，《經世致用：經濟與神學的另類想像》，趙崇明主編，基督教文藝出版社，2016
- ＜創效投資(Impact Investing)：把社會價值帶回市場經濟＞，《經濟、金融與基督教視角》第二章，林潔珍和黃元山合編，上海社會科學院出版社，2015
- ＜信仰、金融和貧富懸殊＞，《金錢、財務與信仰》第七章，林潔珍和黃元山合編，宣道出版社，2015
- 《提速新界城鎮化 助力香港創新天》，黃元山和葉文祺等合著，團結香港基金，2021[33]
- 《策動灣區港深引擎 孕育生物科技新機》，黃元山和水志偉等合著，團結香港基金，2021[34]
- 《企業社會責任和創新——倫理、神學及聖經反思》，黃元山和林潔珍等合著，明風出版社，2019[35]